# Howard Buffett
Howard Homan Buffett (ur. 13 sierpnia 1903 w Omaha, zm. 30 kwietnia 1964 tamże) – amerykański przedsiębiorca i polityk związany z Partią Republikańską.

## Życiorys
Pracował jako makler w banku. Po utracie pracy w następstwie bankructwa banku, w 1931 roku założył spółkę Buffet-Falk & Company.
W dwóch różnych okresach, najpierw przez trzy dwuletnie kadencje w latach 1943−1949 i ponownie przez jedną kadencję w latach 1951−1953, był przedstawicielem drugiego okręgu wyborczego w stanie Nebraska w Izbie Reprezentantów Stanów Zjednoczonych.

## Życie prywatne
Jego synem jest Warren Buffett.